# Most Vanč
Most Vanč je cestovni most preko rijeke Panj između Afganistana i Tadžikistana u blizini Chumroga. Povezuje četvrt Vanč u tadžikistanskoj pokrajini Gorno Bakahšan i okrugu Darvaz u afganistanskoj pokrajini Badahšan. Most se nalazi oko 3 km iznad ušća rijeke Vanč. Namjera mu je poboljšati pristup sjevernom dijelu Badahšana, koji je prije bio teško dostupan.
Visećim mostom dužine 216 m, raspona 135 m i širine 3,5 m, mogu se kretati pješaci i vozila do 30 t težine.
Bio je to četvrti od pet mostova preko Panja čiju je izgradnju inicirala i financirala Aga Khan Development Network. Otvorili su ga 6. srpnja 2004. predsjednik Tadžikistana Emomalij Rahmon i visoki predstavnici dviju zemalja i AKDN-a.
Projekt mosta, koji je koštao 2,6 milijuna američkih dolara, uključuje i malu tržnicu na tadžikistanskoj strani, izgrađenu sredstvima KfW-a, koja je otvorena svake subote i kojoj afganistanski trgovci imaju pristup bez vize i koja se može koristiti za opskrbu stanovništva s obje strane rijeke treba poboljšati.